# Francis Hegerty
Francis Hegerty, avstralski veslač, * 22. september 1982, Canberra.
Hegerty je kot član avstralskega četverca brez krmarja osvojil srebrno medaljo na Poletnih olimpijskih igrah 2008 v Pekingu. 